# 29983 Amyxu
29983 Amyxu este un asteroid din centura principală de asteroizi.

## Descriere
29983 Amyxu este un asteroid din centura principală de asteroizi. A fost descoperit pe 4 noiembrie 1999 la Socorro, New Mexico, în cadrul proiectului LINEAR. Asteroidul prezintă o orbită caracterizată de o semiaxă mare de 3,10 ua, o excentricitate de 0,10 și o înclinație de 1,3° în raport cu ecliptica.